# یانوش آدر
یانوش آدر (مجاری: Áder János، زادهٔ ۹ مهٔ ۱۹۵۹)سياستمدار و بیست و پنجمین رئیس‌جمهور مجارستان بود. پس از برملا شدن مدرک دکترای جعلی پال اشمیت رئیس‌جمهور پیشین، آدر توسط پارلمان به این سمت برگزیده شد.